# Instituto Geográfico Nacional

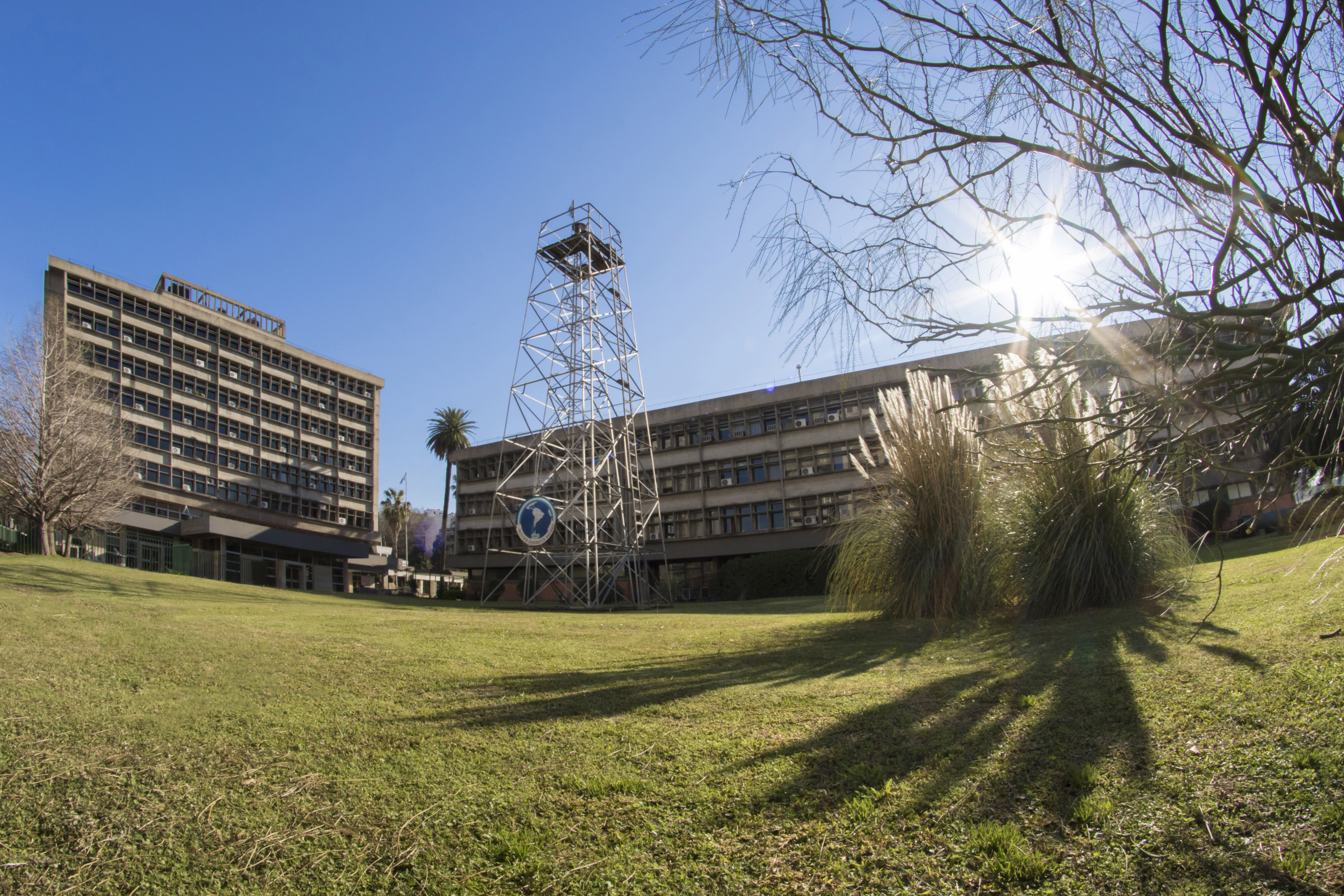
Instituto Geográfico Nacional (2014)

Das Instituto Geográfico Nacional (deutsch „Nationales Geografieinstitut“) ist eine dem argentinischen Verteidigungsministerium nachgeordnete Einrichtung zur Erfassung und Veröffentlichung von landeseigenen geografischen Daten sowie zur Erstellung amtlicher Karten und anderer kartografischer Erzeugnisse. Für Veröffentlichungen Dritter, die sich auf dieses Material stützen, erhebt das Institut Gebühren.
Das Instituto Geográfico Nacional vertritt Argentinien im Instituto Panamericano de Geografía e Historia, in der Internationalen Kartographischen Vereinigung, in der Internationalen Geographischen Union und in der Internationalen Union für Geodäsie und Geophysik.
Das Institut wurde 1884 gegründet und hieß ursprünglich Instituto Geográfico Militar. Am 14. Mai 2009 wurde es in Instituto Geográfico Nacional umbenannt.